# El señor de Hawái
El señor de Hawái (en inglés: Diamond Head) es una película estadounidense de 1962 dirigido por Guy Green. Está protagonizada por Charlton Heston, Yvette Mimieux, George Chakiris y James Darren, siendo distribuida por Columbia Pictures. La banda sonora original es obra de John Williams. Hugo Winterhalter compuso el tema principal y Darren cantó la canción del título. El actor de cine mudo Billie Dove hace su última aparición en la gran pantalla con un cameo.

## Reparto
- Charlton Heston como Richard "King" Howland.
- Yvette Mimieux como Sloan Howland.
- George Chakiris como Dr. Den Kahana
- France Nuyen como Madre Chen.
- James Darren como Paul Kahana.
- Aline MacMahon como Kappa Lani Kahana.
- Elizabeth Allen como Laura Beckett.
- Vaughn Taylor como Juez James Blanding.
- Philip Ahn como Mr. Immacona
- Edward Mallory como Robert Parsons.